# 重庆水库列表
截止至2007年，中华人民共和国重庆市共有大型水库5座，按库容量依次为狮子滩水库、江口水库、大洪河水库、大河口水库、石板水库。
根据中华人民共和国水利部发布的《中国水库名称代码》（中华人民共和国行业标准SL259-2000）将重庆所有大型水库及中型水库列表如下。

## 大型水库
| 水库       | 水系   | 总库容 （亿立方米） | 位置   | 备注   |
| ---------- | ------ | ------------------- | ------ | ------ |
| 狮子滩水库 | 龙溪河 | 10.27               | 长寿区 | 长寿湖 |
| 江口水库   | 芙蓉江 | 5.86                |        |        |
| 巴山水库   | 任河   | 6.5                 | 城口县 |        |
| 大洪河水库 | 东河   | 3.68                |        |        |
| 大河口水库 | 阿蓬江 | 1.15                | 酉阳县 |        |
| 石板水库   | 龙河   | 1.05                | 丰都县 |        |
| 彭水水库   | 乌江   |                     | 彭水县 |        |
| 藤子沟水库 |        |                     | 石柱县 |        |

- 新桥水库 渝北区王家镇
- 两岔水库  渝北区高嘴乡
- 胜天水库 北碚区偏岩镇
- 海底沟水库  北碚区复兴镇
- 南彭水库 巴南区南彭镇
- 下涧口水库  巴南区花石镇
- 关门山水库 永川区来苏镇
- 上游水库 (永川)  永川区五间镇
- 卫东水库 涪陵区太和镇
- 水磨滩水库  涪陵区金银乡
- 山虎关水库 武隆区赵家乡
- 登丰水库 万州区葵花乡
- 新田水库  万州区新田镇
- 小南海水库 黔江区南海乡
- 大河口水库 酉阳土家族苗族自治县大河口乡
- 龙潭水库 (酉阳)  酉阳县蒲海乡
- 胜利水库  酉阳县桃鱼乡
- 钟灵水库  秀山县钟灵乡
- 石板水水库 丰都县龙河镇
- 双河水库 垫江县新民镇
- 白石水库 (忠县) 忠县白石镇
- 金堂水库 璧山区正兴镇
- 同心水库  璧山区河边镇
- 上游水库 (大足) 大足县天山乡
- 化龙水库  大足县化龙乡
- 龙水湖水库  大足县龙水镇
- 三奇寺水库 荣昌县仁义镇
- 清溪沟水库 江津区清溪镇
- 盐井口水库 梁平县七桥镇
- 狮子滩水库 长寿区狮子滩镇
- 大洪河水库  长寿区洪湖镇
- 龙安水库 开州区龙安乡
- 三汇水库  开州区三汇口乡
- 白鹤水库 合川区三庙镇
- 双合水库  合川区双龙湖镇
- 渭沱水库  合川区渭沱镇
- 安居水库 铜梁县安居镇
- 丛刊水库 潼南县光辉镇
- 青云水库  潼南县小渡镇
- 土溪水库 南川区土溪乡